# Tentacoli
Tentacoli è un film del 1977 diretto da Ovidio G. Assonitis (che si firmò con lo pseudonimo Oliver Hellman). Il film venne prodotto e scritto da Assonitis, con la collaborazione di Jerome Max, Tito Carpi e Steven W. Carabatsos; venne inoltre interpretato da grandi star hollywoodiane, tra cui Shelley Winters, John Huston, Henry Fonda (che sostituì all'ultimo momento John Wayne) e Bo Hopkins. Il film è stato distribuito nel circuito cinematografico italiano il 25 febbraio 1977.
La sceneggiatura del film tratta la storia di una piovra gigante che semina il terrore nella cittadina di Solana Beach, in California. Dopo che vengono fatalmente attaccati alcuni bagnanti, l'oceanografo Willy Gleason in compagnia dell'amico Mark tentano di uccidere il mostro, ma solo con l'aiuto di due orche la piovra verrà sconfitta.
Nonostante il parere negativo espresso da gran parte dei critici italiani e statunitensi, il film fu un grande successo commerciale in Italia ed anche all'estero. Tentacoli è chiaramente ispirato al film Lo squalo (può essere in effetti considerata un'imitazione italiana del classico di Steven Spielberg), che fu un grandissimo successo in tutto il mondo ed ispirò una serie di pellicole affini come Grizzly, l'orso che uccide, Swarm, Tintorera - Lo squalo che uccide, Piraña, L'orca assassina, Il cacciatore di squali, L'ultimo squalo e Shark - Rosso nell'oceano.

## Trama
California, nella cittadina di Solana Beach un pescatore ed un bambino scompaiono in mare e vengono ritrovati i loro cadaveri straziati. Il ritrovamento di questi due cadaveri in un tratto della costa mette in allarme le autorità e la popolazione locale. La guardia costiera intanto continua a perlustrare la zona e trova alcuni relitti e altri cadaveri stranamente maciullati. Ned Turner, un anziano giornalista, si mette ad indagare sull'accaduto, scoprendo un collegamento tra l'accaduto ed i lavori di costruzione di un tunnel sottomarino da parte della Trojan Construction Company.
La lista delle vittime si allunga, e muore anche Vicky, la moglie dell'oceanografo Willy Gleason. Le autorità di Solana Beach però decidono di non annullare la gara di vela annuale. Tra i partecipanti c'è il figlio della sorella di Turner, Tillie, che si è iscritto alla regata insieme ad un suo amico.
Proprio mentre la gara inizia, Turner e Gleason scoprono che la responsabile di tutte queste morti è un'enorme piovra; infatti non può essere opera di squali perché i corpi sembrano risucchiati da enormi ventose. Inoltre i due scoprono che la piovra è impazzita a causa degli ultrasuoni emessi dalle apparecchiature usate per costruire il tunnel sottomarino.
A causa di un attacco della piovra durante la regata, questa viene sospesa e i partecipanti vengono riportati a riva. Purtroppo l'amico del figlio di Tillie Turner muore in mare, ucciso dalla piovra.
Gleason insieme al suo amico Mark tentano di affrontare la piovra con potenti fiocine, ma poi intervengono due orche marine addestrate da Gleason e dal suo assistente che la attaccano e la uccidono.

## Produzione
Inizialmente per il ruolo di protagonista Assonitis scelse John Wayne. Wayne accettò il ruolo, ma quando Assonitis andò a trovarlo nel suo ranch in Texas, si accorse che non aveva le forze per recitare a causa del cancro che l'aveva reso magrissimo.
Così Assonitis si rivolse a Henry Fonda, che però ebbe un infarto prima di cominciare le riprese. Dato che Fonda aveva già preso un grosso anticipo, gli venne dato un ruolo di contorno, mentre John Huston rimpiazzò Fonda nel ruolo di protagonista. Assonitis si trovò così tanto a suo agio con Huston che lo utilizzò anche nel film Stridulum.
Mentre iniziarono le riprese, Fonda fu pronto e le sue scene vennero girate a casa sua. Nel cast oltre che Fonda e Huston compare anche la due volte premio Oscar Shelley Winters.
La lavorazione durò dodici settimane e le riprese si svolsero ad Atlanta ed a Oceanside e Pismo Beach in California mentre, tutte le riprese subacquee, furono girate in Italia presso il Promontorio dell'Argentario ed all'isola di Giannutri.
Tentacoli è il secondo film di genere horror di Assonitis dopo Chi sei?, e lui lo ricordò come «un grandissimo sforzo intellettuale e produttivo».
L'idea di fare un film con una piovra assassina venne ad Assonitis quando un suo amico gli disse «... Ma tu uno Squalo non lo sapresti mica fare» così Assonitis pensò ad un film che potesse rappresentare una risposta a Lo squalo. Secondo Assonitis «Tentacoli è nato come idea di fare la guerra a Lo squalo.» Dopo aver scritto la sceneggiatura con Tito Carpi, la propose a Samuel Z. Arkoff che fece modificare alcuni dialoghi da uno sceneggiatore che aveva sotto contratto, Steven W. Carabatsos. Quest'ultimo snaturò il progetto che inizialmente doveva essere di carattere comico-ironico. Dopo le modifiche apportate da Carabatsos il film da parodia divenne infatti un horror vero e proprio, tanto che Assonitis disse a Arkoff che avrebbe rotto il contratto, ma lui gli propose un compromesso che il regista accettò.
Inizialmente tra gli storyboard c'era una sequenza in cui la piovra afferrava il ponte di San Francisco e lo buttava giù anche se questa scena nel film non compare.
Durante le riprese la produzione perse in mare la grossa piovra di gomma e quindi furono costretti a girare il resto del film con un sommozzatore che agitava l'unico tentacolo rimasto.

## Colonna sonora
La colonna sonora del film venne composta, arrangiata e condotta da Stelvio Cipriani.
Original Soundtrack Tentacles
1. Small Town Pleasures - Stelvio Cipriani - 3:12
2. She'll Never Come Back - Stelvio Cipriani - 2:47
3. My Son's Friend Is A Champion Pisser - Stelvio Cipriani - 2:20
4. Summer And Winter - Stelvio Cipriani - 2:33
5. San Diego, Yellow Cab - Stelvio Cipriani - 2:48
6. Hapiness Is Having Two Killer Whales As Friends - Stelvio Cipriani - 3:54
7. Too Risky A Day For A Regatta - Stelvio Cipriani - 3:44
8. Sorry, I Have To Go - Stelvio Cipriani - 2:35
9. Scotch For Two - Stelvio Cipriani - 1:54
10. The Killer Whales' Games - Stelvio Cipriani - 2:27
11. The Capture Of The Giant Octopus - Stelvio Cipriani - 1:45
12. Two Old Kids - Stelvio Cipriani - 3:00
13. Tentacles - Stelvio Cipriani - 4:21

## Distribuzione

### Censura
Il film fu approvato dalla censura il 24 febbraio 1977, con il visto n. 69889. Inoltre venne vietato ai minori di 16 anni in Islanda, Finlandia, Norvegia, Svezia ed in Germania Ovest. Sia negli Stati Uniti che in Australia venne giudicato con le lettere PG.

## Accoglienza

### Incassi
Il film fu un successo commerciale in tutto il mondo, riuscendo a recuperare fin da subito i costi di produzione. Secondo Assonitis il film «Andò bene quasi ovunque, specie negli States.»
In Italia il film ottenne un'ottima posizione nella classifica dei maggiori incassi della stagione 1976/1977.

### Critica
I critici italiani accolsero Tentacoli negativamente. Il Morandini ha assegnato al film una stella e l'ha definito un «Increscioso sottoprodotto di Lo squalo, il film è una dispendiosa baggianata in Technivision e Technicolor», e ha continuato dicendo che «La storia fa acqua come un colabrodo e diffama il cinema avventuroso». Rudy Salvagnini nel suo Dizionario dei film horror ha assegnato al film una stella e mezzo; Rudy ha apprezzato la parte iniziale, citando anche una somiglianza con Hitchcock, anche se ha continuato definendo il resto del film banale e ridicolo. Massimo Bertarelli ha inserito il film nel suo libro Millecinquecento film da evitare, e gli ha dato come voto 4. Francesco Mininni nella recensione del Magazine italiano TV l'ha definito «[...] una pessima imitazione italiana de Lo squalo con qualche tentacolo in più e molta tensione in meno.» Segnalazioni Cinematografiche ha criticato soprattutto la sceneggiatura e altri aspetti, come le motivazioni ecologiche della vicenda. Il sito Film TV ha assegnato al film un voto insufficiente, dandogli due stelle su cinque, e ha descritto i risvolti ecologisti e i personaggi ingenui e schematici, mentre ha terminato dicendo «Efficaci invece le scene con la piovra.»
Anche negli Stati Uniti il film venne accolto in maniera negativa dalla critica. Nel sito di recensioni Rotten Tomatoes, Tentacoli ha la valutazione dello 0%, e questo indica che nessun critico ha dato una recensione positiva.
Donald Miller nel quotidiano Pittsburgh Post-Gazette ha dato al film un giudizio incoraggiante, soprattutto per gli effetti speciali e per alcune scene del film. Nella recensione del giornale The Morning Record and Journal, il cast viene descritto come sprecato e il film che non riesce ad essere spaventoso.
Anche Jim Moorhead del giornale The Evening Independent ha dato un giudizio negativo al film, mentre John Duvoli del The Evening News ha dato un giudizio più positivo rispetto alle altre recensioni.
Il sito AllMovie ha assegnato al film una stella su cinque, definendolo sciocco.